# Нарма (река)
Нарма — река на севере Рязанской области России, правый приток Гуся. Длина реки составляет 63 км, площадь водосборного бассейна — 844 км².

## Данные водного реестра
По данным государственного водного реестра России, относится к Окскому бассейновому округу, водохозяйственный участок реки — Ока от водомерного поста у села Копоново до впадения реки Мокша, речной подбассейн реки — бассейны притоков Оки до впадения Мокши. Речной бассейн реки — Ока.
Код объекта в государственном водном реестре — 09010102312110000026610.

### Притоки
(указано расстояние от устья)
- 12 км: Курша (пр)
- Якшин (пр)
- Польская (пр)
- Игловка (пр)
- 46 км: Шековка (пр)
- Дол (лв)
- Жеребевка (лв)
- Черненькая (пр)